# Mazda CX-30
La Mazda CX-30 est un crossover compact produit par le constructeur automobile japonais Mazda à partir de septembre 2019.

## Présentation
La CX-30 est présentée au salon international de l'automobile de Genève 2019. Le crossover s'intercale dans la gamme Mazda entre la CX-3 et la CX-5.

### Galerie

Mazda CX-30
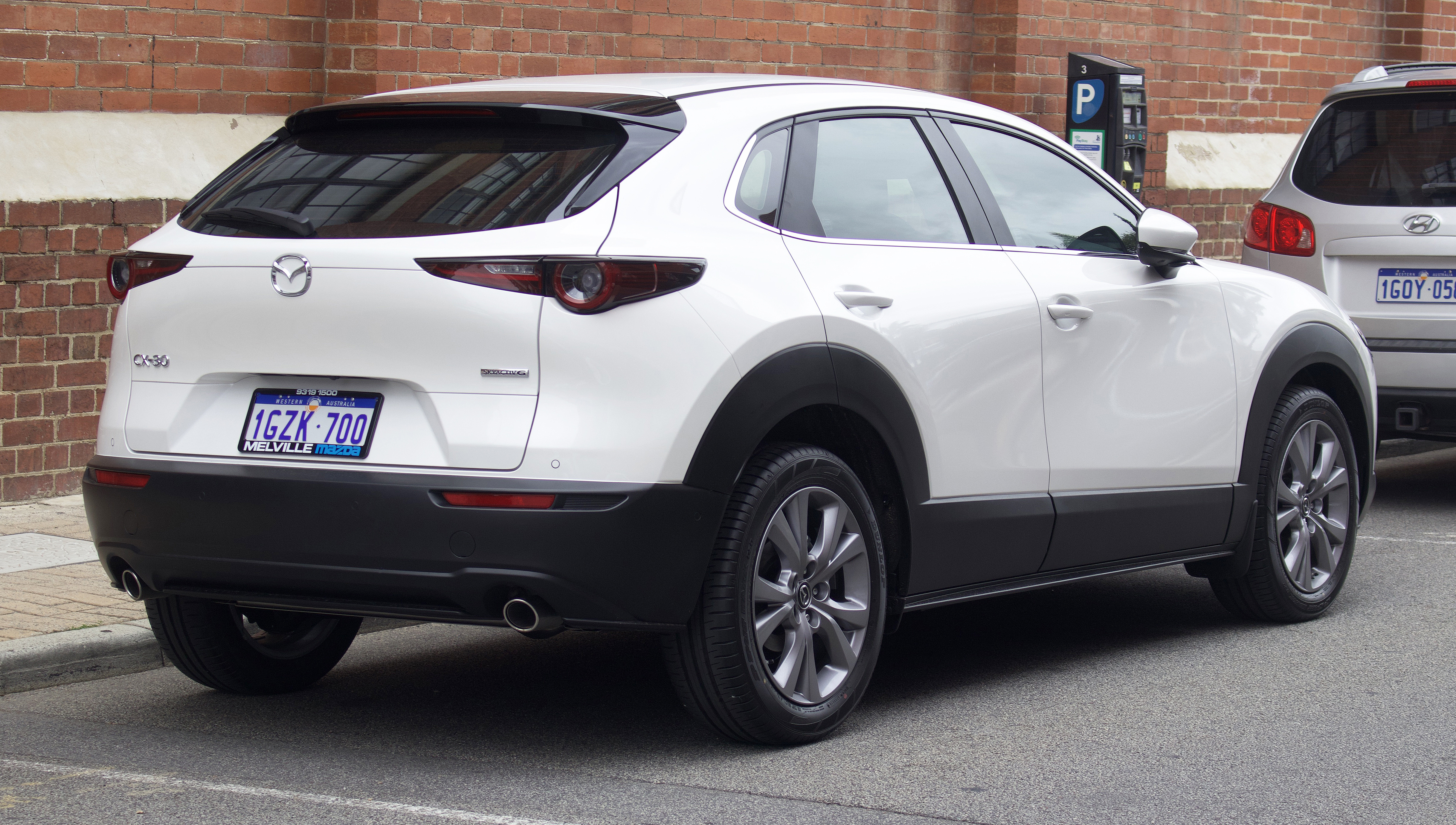
Arrière.
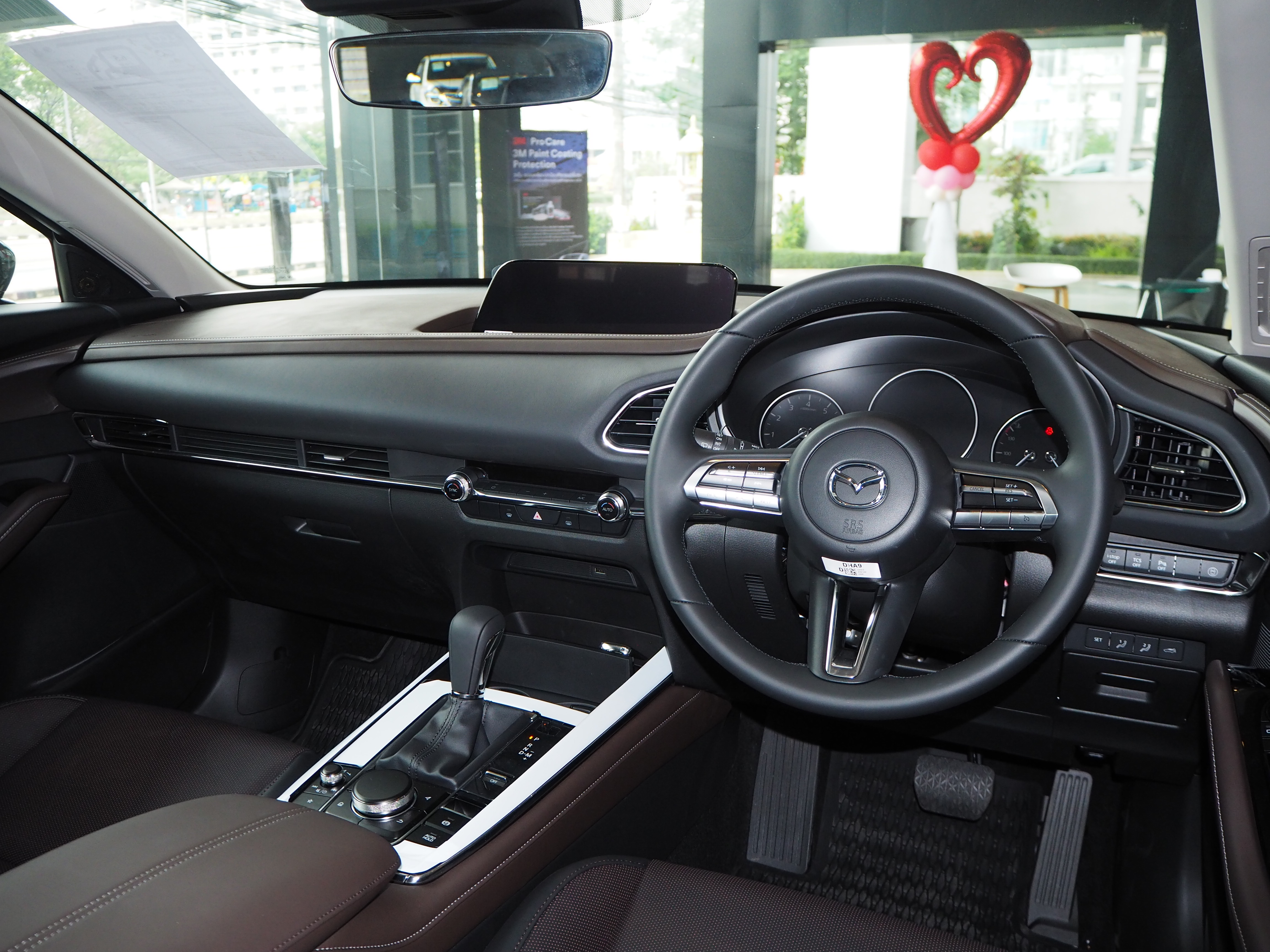
Intérieur.
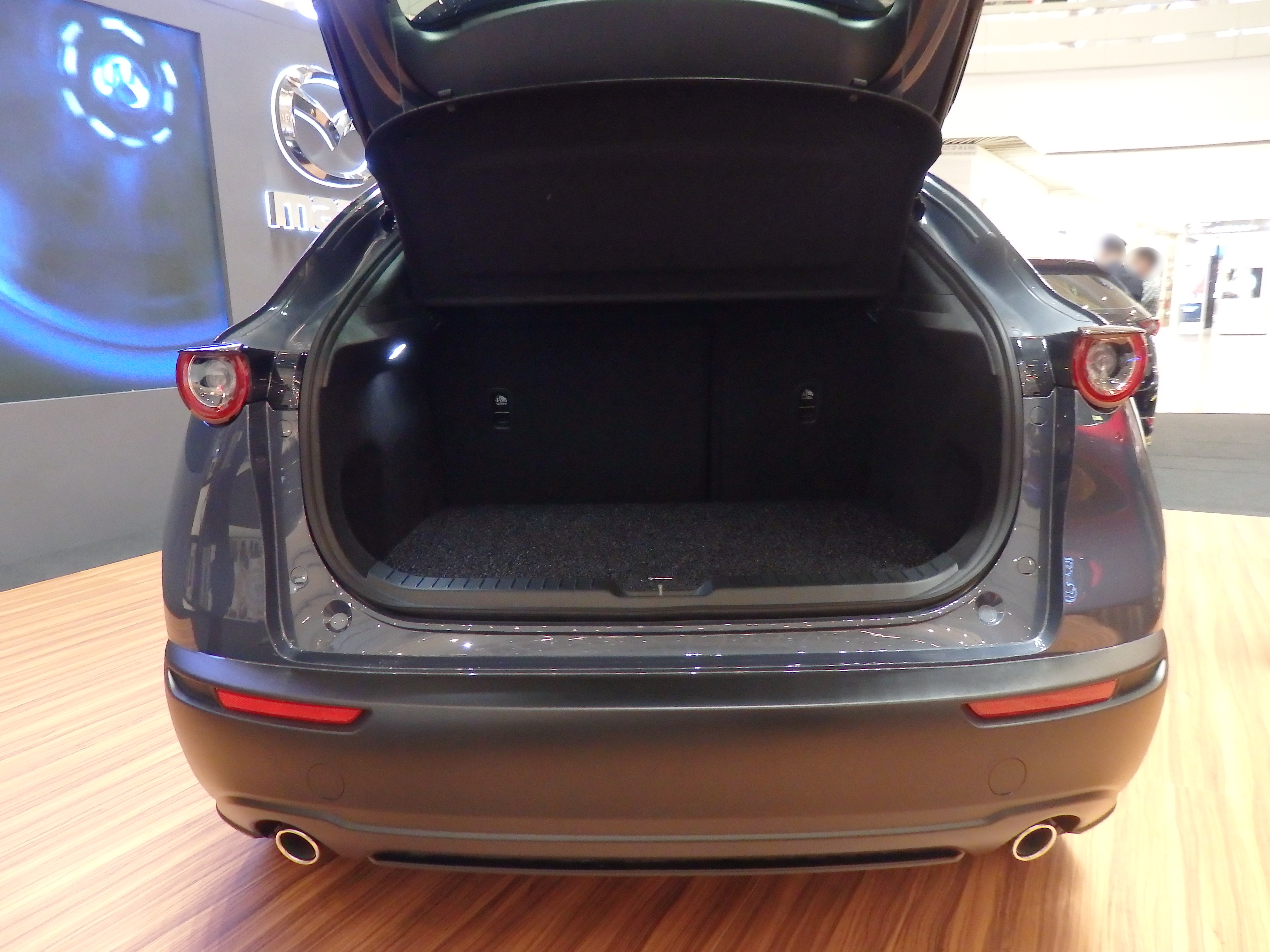
Coffre.

## Caractéristiques techniques
La CX-30 repose sur la plateforme technique de la Mazda 3 de 4e génération, dont elle reprend aussi les motorisations et la planche de bord. Elle est disponible en transmission intégrale ou en traction, et à l'intérieur elle dispose d'un affichage tête haute et d'un écran de 22 cm.
Elle dispose d'une micro hybridation sur les moteurs essence - le système Mazda M Hybrid est composé d'un alterno-démarreur qui convertit l’énergie stockée lors des phases de décélération (énergie cinétique) en électricité afin d’épauler le moteur thermique lors de phases de démarrage, accélération et roulage.
Comme le reste de la gamme actuelle, son style extérieur fait appel au langage stylistique baptisé Kodo (L'Âme du Mouvement) de la marque.

### Motorisations
En 2021, la puissance du 2,0 litres essence 180 ch passe à 186 ch.
En 2024, Mazda remplace le moteur 2,0 litres essence E-SkyActiv G M Hybrid de 122 et 150 ch par un quatre cylindres 2,5 litres de 140 ch.
| Logo de Mazda                                     | Mazda CX-30                     | Mazda CX-30                     | Mazda CX-30                     | Mazda CX-30                     | Mazda CX-30                     | Mazda CX-30                     | Mazda CX-30          | Mazda CX-30          |
| Logo de Mazda                                     | 2,0 L SkyActiv-G 122            | 2,0 L SkyActiv-G 122            | 2,0 L Skyactiv-X 180            | 2,0 L Skyactiv-X 180            | 2,0 L Skyactiv-X 180            | 2,0 L Skyactiv-X 180            | 1,8 L SkyActiv-D 116 | 1,8 L SkyActiv-D 116 |
| ------------------------------------------------- | ------------------------------- | ------------------------------- | ------------------------------- | ------------------------------- | ------------------------------- | ------------------------------- | -------------------- | -------------------- |
| Moteur                                            | 4-cylindres essence (M-Hybride) | 4-cylindres essence (M-Hybride) | 4-cylindres essence (M-Hybride) | 4-cylindres essence (M-Hybride) | 4-cylindres essence (M-Hybride) | 4-cylindres essence (M-Hybride) | 4-cylindres diesel   | 4-cylindres diesel   |
| Admission                                         | Atmosphérique                   | Atmosphérique                   | Atmosphérique                   | Atmosphérique                   | Atmosphérique                   | Atmosphérique                   | Turbo                | Turbo                |
| Cylindrée (cm3)                                   | 1 998                           | 1 998                           | 1 998                           | 1 998                           | 1 998                           | 1 998                           | 1 796                | 1 796                |
| Puissance maximale ch (kW)                        | 122 (90)                        | 122 (90)                        | 180 (132)                       | 180 (132)                       | 180 (132)                       | 180 (132)                       | 116 (85)             | 116 (85)             |
| au régime de (tr/min)                             | 6 000                           | 6 000                           | 6 000                           | 6 000                           | 6 000                           | 6 000                           | 4 000                | 4 000                |
| Couple maximal (N m)                              | 213                             | 213                             | 224                             | 224                             | 224                             | 224                             | 270                  | 270                  |
| au régime de (tr/min)                             | 4 000                           | 4 000                           | 3 000                           | 3 000                           | 3 000                           | 3 000                           | 1 600 à 2 600        | 1 600 à 2 600        |
| Boîte de vitesses                                 | BVM 6                           | BVA 6                           | BVM 6                           | BVA 6                           | BVM 6                           | BVA 6                           | BVM 6                | BVA 6                |
| Transmission                                      | Traction                        | Traction                        | Traction                        | Traction                        | Intégrale                       | Intégrale                       | Traction             | Traction             |
| Vitesse maximale (km/h)                           | 186                             | 186                             | 204                             | 204                             | 204                             | 204                             | 183                  | 183                  |
| 0-100 km/h (s)                                    | 10,6                            | 11,2                            | 8,5                             | 8,8                             | 8,9                             | 9,2                             | 10,8                 | 12,6                 |
| Consommation (L/100 km) extra-urbain/urbain/mixte | 4,5/6,2/5,1                     | 4,8/6,8/5,5                     | 4,3/5,2/4,6                     | 4,6/6,2/5,2                     | 4,5/5,6/4,9                     | 5,1/6,6/5,6                     | 4,1/5,1/4,4          | 4,8/5,2/5,0          |
| Émissions de CO2 (g/km)                           | 116                             | 126                             | 105                             | 118                             | 111                             | 128                             | 116                  | 129                  |
| Capacité du réservoir (L)                         | 51                              | 51                              | 51                              | 51                              | 48                              | 48                              | 51                   | 51                   |
| Masse à vide (kg)                                 | 1 320                           | 1 347                           | 1 368                           | 1 391                           | 1 453                           | 1 471                           | 1 344                | 1 371                |
| Norme environnementale                            | Euro 6d Temp                    | Euro 6d Temp                    | Euro 6d Temp                    | Euro 6d Temp                    | Euro 6d Temp                    | Euro 6d Temp                    | Euro 6d Temp         | Euro 6d Temp         |

La transmission manuelle à 6 rapports est appelée Skyactiv-MT, la transmission automatique à 6 rapports Skyactiv-Drive et la transmission intégrale i-Activ AWD.

### Sécurité
En 2019, elle a obtenu cinq étoiles aux tests Euro NCAP.

## Finitions
Au lancement du modèle en juillet 2019, la CX-30 est disponible en 5 finitions (Tarifs d'avril 2020) :
| Versions               | Finitions | Finitions   | Finitions       | Finitions         | Finitions       |
|                        | CX-30     | CX-30 Style | CX-30 Sportline | CX-30 Inspiration | CX-30 Exclusive |
| ---------------------- | --------- | ----------- | --------------- | ----------------- | --------------- |
| SkyActiv-G 122 BVM     | 26 900 €  | 29 800 €    | 31 700 €        | 32 000 €          | -               |
| SkyActiv-G 122 BVA     | -         | 31 800 €    | 33 700 €        | 34 000 €          | -               |
| SkyActiv-X 180 BVM     | -         | -           | 33 800 €        | 34 100 €          | 35 900 €        |
| SkyActiv-X 180 BVA     | -         | -           | 35 800 €        | 37 100 €          | 37 900 €        |
| SkyActiv-X 180 BVM 4x4 | -         | -           | 35 600 €        | 35 900 €          | 37 700 €        |
| SkyActiv-X 180 BVA 4x4 | -         | -           | 37 600 €        | 37 900 €          | 39 700 €        |
| SkyActiv-D 116 ch BVM  | -         | 31 800 €    | 33 700 €        | 34 000 €          | -               |
| SkyActiv-D 116 ch BVA  | -         | 33 800 €    | 35 700 €        | 36 000 €          | -               |

### Série limitée
- 100e anniversaire (2020)[6]